# Amy Groskamp-ten Have
Amelie Jeanne Robbé Groskamp-ten Have (roepnaam Amy, uitspraak emie) (Amsterdam, 28 december 1887 – Haarlem, 23 november 1959) was een Nederlandse schrijfster, journaliste en vertaalster.
Groskamp-ten Have, gedurende haar eerste huwelijk schrijvend onder de naam Amy Vorstman-ten Have, schreef een aantal romans, vertaalde boeken uit het Frans, Duits en Engels en was redactrice bij verschillende damesbladen. Ook was ze de schrijfster van het meest verkochte Nederlandse etiquetteboek aller tijden: Hoe hoort het eigenlijk? (1939). Behalve regels voor zaken als tafelschikking, het eten van asperges, het gebruik van titulatuur en de samenstelling van een bruidsstoet, schreef Groskamp-ten Have ook over veel andere problemen op het terrein van de etiquette. Zo gaf ze adviezen voor correct converseren, tutoyeren, brieven schrijven, gearmd lopen ('absoluut niet zoals het hoort'), het geven van geschenken, telefoneren en zwijgen ('een stille weldaad'). 
Bij het verschijnen van een herziene uitgave in 1999 tekende het Haarlems Dagblad uit de mond van voormalige kennissen van Groskamp diverse onthullingen op. De vrouw die goede manieren predikte praatte zelf te hard, droeg te veel make-up, drong voor in winkels en bleef bij een visite plakken.